# 사발라나 제도
사발라나 제도(인도네시아어: Kepulauan Sabalana)는 인도네시아 플로레스해에 위치해 있는 환초로 소순다 제도 북쪽에 자리잡고 있다. 행정적으로 남술라웨시주에 속하며, 대형 석호를 포함해 총 면적은 2694km²로 총 면적 기준으로 가장 큰 환초이다.